# Rapstar
Rapstar est un groupe de hip-hop italien. Il est formé en 2011 par les rappeurs Fabri Fibra et Clementino.

## Biographie
Les deux rappeurs se rencontre à l'été 2011 au Countrocultura Tour de Fabri Fibra à Naples. Quelques jours plus tard, ils commencent à enregistrer ensemble.
L'idée initiale, comme l'affirme Clementino lors d'un entretien avec la TVN, était tout simplement de réaliser une mixtape. Cependant, les deux changent d'avis et décident de produire un album, intitulé Non è gratis. Le 9 janvier 2012 sort le single Ci rimani male/Chimica Brother. L'album atteint la septième place des classements musicaux. Le 9 mars, le deuxième single extrait de l'album intitulé La luce est publié.
En 2013, lors d'un entretien avec Deejay TV, Fabri Fibra annonce un deuxième album des Rapstar.

## Discographie

### Album studio
- 2012 : Non è gratis

### Singles
- 2012 : Ci rimani male/Chimica Brother
- 2012 : La luce